# スパイズ・ライク・アス
「スパイズ・ライク・アス」(Spies Like Us)は、1985年にポール・マッカートニー（Paul McCartney）が発表した楽曲、及び同曲を収録したシングル。ビルボード（Billboard）誌では、1986年2月8日に週間ランキング最高位の第7位を獲得。ビルボード誌1986年年間ランキングは第80位。

## 解説
ジョン・ランディス（John Landis）監督の映画『スパイ・ライク・アス』の主題歌。ミュージック・ビデオには『スパイ・ライク・アス』に出演したチェビー・チェイスとダン・エイクロイドもゲスト参加している（編集違いにより2種類のバージョンが存在する）。ヒュー・パジャムとフィル・ラモーンが共同プロデューサーとして参加し、パジャムはアルバム『プレス・トゥ・プレイ』（1986年）、ラモーンは「ワンス・アポン・ア・ロング・アゴー」（1987年）でも、引き続きマッカートニーと共同作業をしている。
オリジナル・アルバムには未収録だったが、「ポール・マッカートニー・コレクション・シリーズ」のCD『プレス・トゥ・プレイ』にボーナス・トラックとして追加収録された。
B面「マイ・カーニヴァル」はウイングスの未発表曲で、『ヴィーナス・アンド・マース』（1975年）のために行われたニューオーリンズでのレコーディングからのアウトテイク。マルディグラに触発されて作られた曲だという。『ヴィーナス・アンド・マース』がCD化されると、「マイ・カーニヴァル」も同作のボーナス・トラックとして追加収録された。

## 収録曲
- スパイズ・ライク・アス (Spies Like Us)
- マイ・カーニヴァル(My Carnival)

### 12inch
- スパイズ・ライク・アス (Spies Like Us)(party mix)
- スパイズ・ライク・アス (Spies Like Us)(alternative mix)
- スパイズ・ライク・アス (Spies Like Us)(DJ version)
- マイ・カーニヴァル(My Carnival)(party mix)